# Rejon żyriatiński
Rejon żyriatiński (ros. Жирятинский район) – jednostka administracyjna wchodząca w skład Obwodu briańskiego w Rosji.
Centrum administracyjnym rejonu jest wieś Żyriatino. Pozostałe centra administracyjne wiejskich osiedli to Borobiejnia i Moriaczowo. Głównymi rzekami są Sudost i Rosz.